# Канепі (волость)
Канепі (ест. Kanepi vald) — волость в Естонії, у складі повіту Пилвамаа. Волосна адміністрація розташована в селищі Канепі.
У сучасному вигляді існує з 2017 року, утворена шляхом об'єднання волостей Валг'ярве, Киллесте та Канепі. 

## Розташування
Площа волості — 231,43 км², чисельність населення становить 2292 особи.
Адміністративний центр волості — сільське селище (ест. alevik) Канепі. Крім того, на території волості знаходяться ще 21 село: Варбусе (Varbuse), Ераствере (Erastvere), Йигехара (Jõgehara), Йилсі (Jõksi), Каагна (Kaagna), Каагвере (Kaagvere), Карсте (Karste), Коігера (Koigera), Коорасте (Kooraste), Лаурі (Lauri), Магарі (Magari), Нярапяя (Närapää), Пеетрімиіса (Peetrimõisa), Пііганді (Piigandi), Пилгасте (Põlgaste), Ребасте (Rebaste), Соодома (Soodoma), Сиресте (Sõreste), Хеісрі (Heisri), Хіно (Hino), Хурмі (Hurmi).